# Amphistomus alfurorum
Amphistomus alfurorum är en skalbaggsart som beskrevs av Huijbregts och Jan Krikken 2007. Amphistomus alfurorum ingår i släktet Amphistomus och familjen bladhorningar. Inga underarter finns listade i Catalogue of Life.